# Ангел Чемерски
Ангел Чемерски – Януш (на македонска литературна норма: Ангел Чемерски - Јануш) е югославски комунистически партизанин и партиен функционер на Югославската комунистическа партия (ЮКП).

## Биография
Роден е на 31 март 1923 година в Кавадарци, днес Северна Македония. Още като ученик се включва в комунистическото движение. През 1938 г. става член на Съюза на комунистическата младеж на Югославия., а през 1943 г. и на ЮКП. По-късно е секретар на общинските партийни комитети в Щип, Струмица и Битоля. През 1943 г. влиза в редовете на тиквешкия партизански отряд „Добри Даскалов“.
Завършва Икономическия факултет и става директор на Института за стопанско планиране. След Втората световна война е помощник-министър на индустрията и мините, председател на Стопанския съвет, секретар и председател на ЦК на СКМ (от 1969 до 1982 година). Отделно от това е член на Председателството на ЦК на СКМ, както и член и председател на Председателството на СРМ (от 1982 година до 1986 година).